# Pygopus nigriceps
Pygopus nigriceps är en ödleart som beskrevs av Fischer 1882. Pygopus nigriceps ingår i släktet Pygopus och familjen fenfotingar.
Arten förekommer i Australien. Den saknas på Tasmanien. Honor lägger ägg.

## Underarter
Arten delas in i följande underarter:
- P. n. nigriceps
- P. n. schraderi